# Классики естествознания
«Классики естествознания» — книжная серия, в которой выпускались труды выдающихся ученых в области естественных наук. Издавалась в период 1917—1961 годов разными издательствами («Природа», Государственное издательство, ОНТИ, ГИТТЛ, Сельхозгиз и др.). Многие работы известных ученых были подготовлены и впервые изданы в рамках серии. Примером при создании серии стала немецкая серия «Классики точных наук» (Ostwald’s Klassiker der exakten Wissenschaften).

## История серии

### 1917—1919
Первая книга серии вышла в издательстве «Природа» в 1917 г. 

В 1917—1919 вышло три книги (Павлов И. П., Мечников И. И., Карпинский А. П.). При издании использовалась дореформенная орфография.

### 1922—1928
С 1919 наступает перерыв в выпуске новых книг серии, связанный с организацией Государственного издательства, в состав которого вошло большинство частных издательств. В 1922 году в ГИЗ выходят первые выпуски обновленной серии (Гельмгольц Г. и Лебедев П. Н.). Вплоть до 1929 года было выпущено 16 изданий (книги 1-18). При этом отсутствует информация о книгах с номерами 3 и 13. Книги издавались в едином оформлении (кроме книги 18: Френель О. О свете).

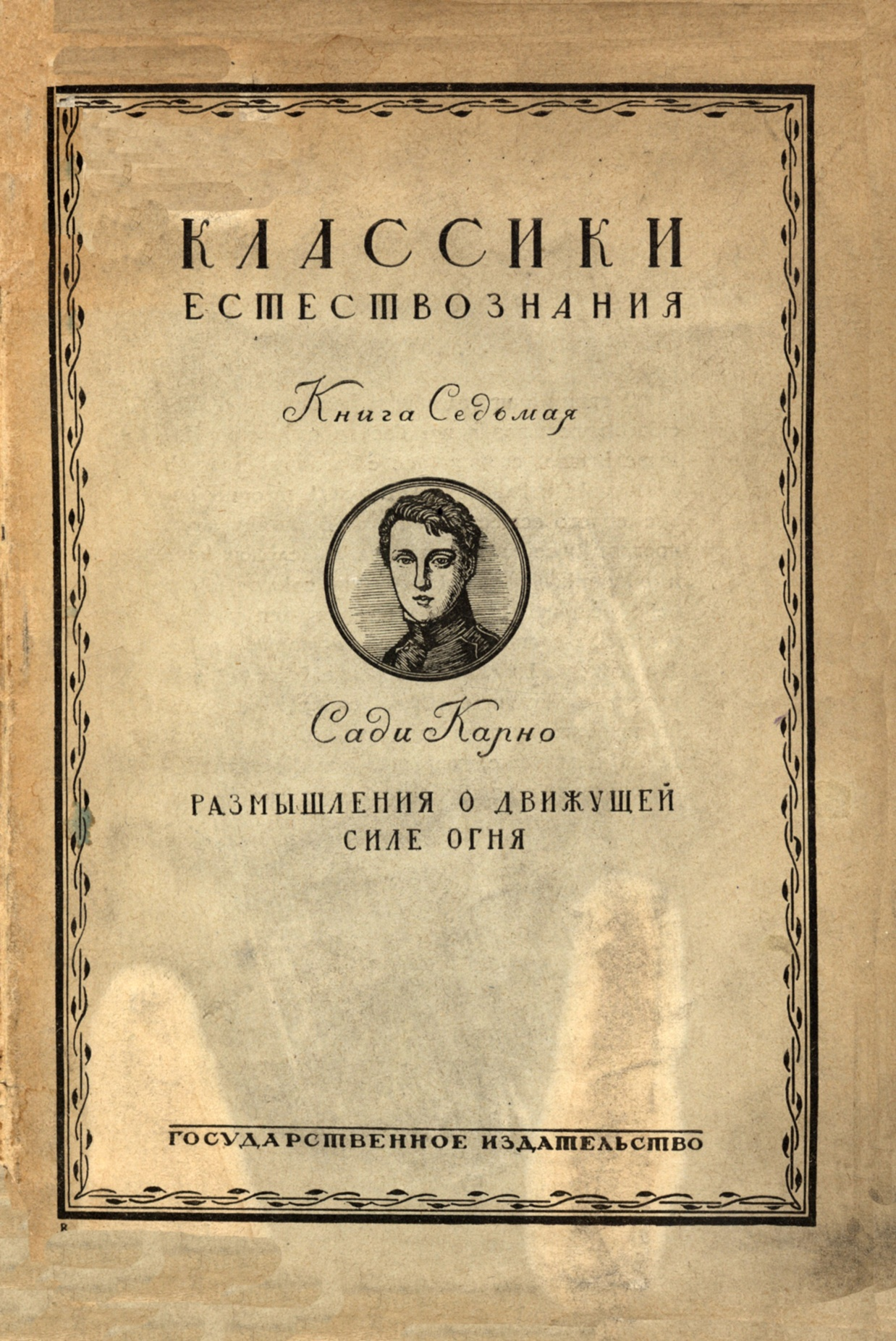
Стандартное оформление обложек серии в 1922—1928 гг.

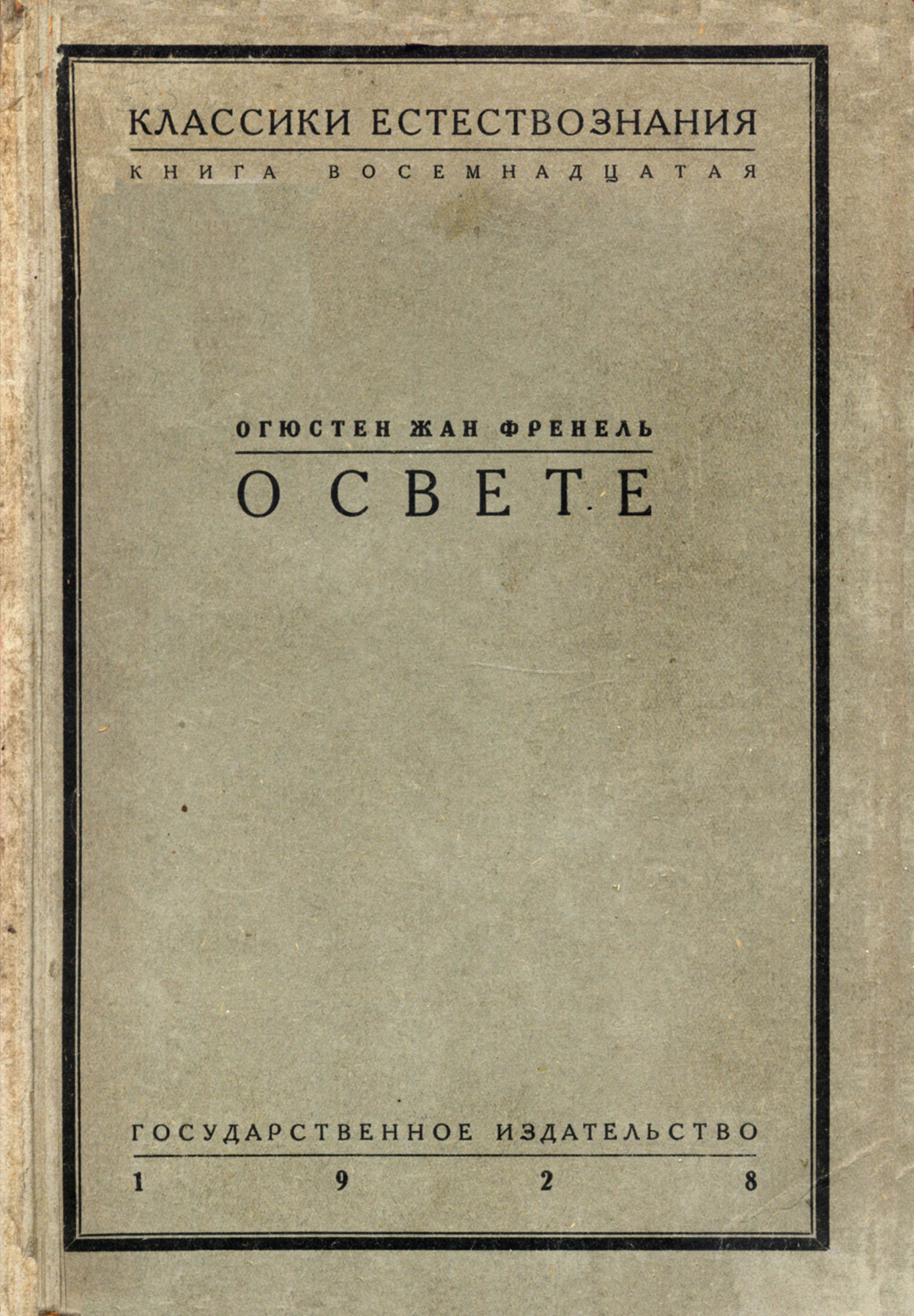
Обложка книги

Состав редколлегии в эти годы: Архангельский А. Д., Каган В. Ф. (с 1924 г.), Кольцов Н. К., Костицын В. А., Лазарев П. П., Тарасевич Л. А.
Цели и правила издания книг в серии, были представлены в аннотации, размещенной в некоторых выпусках:

В серии книг под общим названием. «Классики Естествознания» Государственное Издательство ставит себе задачу сделать доступными классические труды творцов современного естествознания. В намеченную программу серии входит ряд отдельных книг и сборников, которые будут заключать в себе основные работы выдающихся ученых и вместе составят связную историю науки. В необходимых случаях оригинальные работы классиков будут снабжаться примечаниями компетентных специалистов. Каждый выпуск серии будет представлять книжку размерами от пяти до десяти печатных листов. — Государственное издательство, 1922

### 1932—1941
С 1929 в издании книг серии наступает перерыв. В 1930 в результате объединения 27 крупных и мелких издательств со всеми подчиненными им предприятиями и появляется Объединение государственных книжно-журнальных издательств (ОГИЗ). В составе ОГИЗа образованы 13 типизированных издательств, в числе которых были Гостехиздат, Сельхозгиз, Медгиз. Именно эти издательства будут выпускать книги серии в дальнейшем.

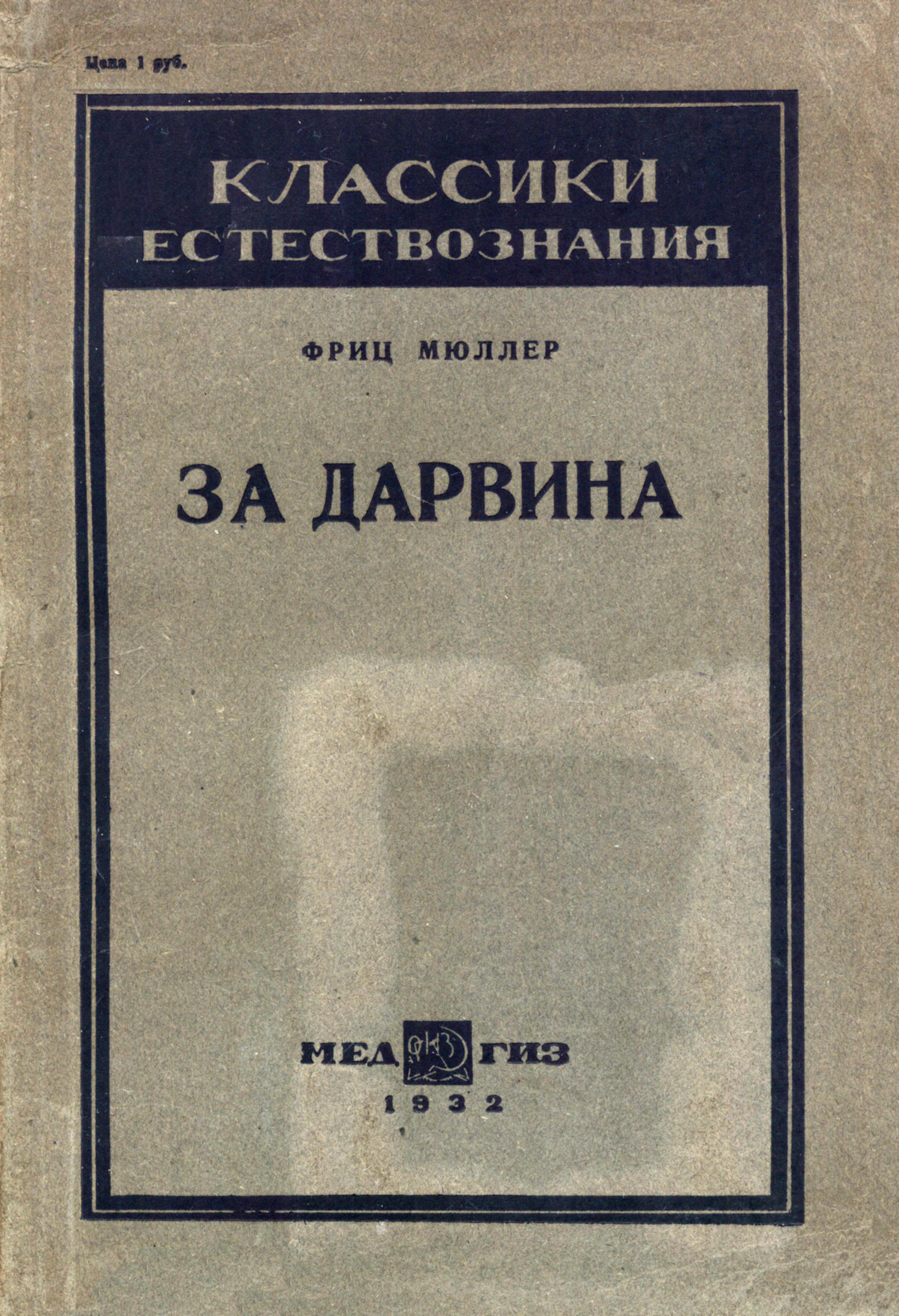
Обложка книги:

#### Медгиз
Медгиз в рамках серии выпустил две книги : Мюллер Ф. За Дарвина. — М.: Медгиз, 1932. — 92 с. — 3000 экз. 

де Фриз Г. Избранные произведения. — М.: Медгиз, 1932. — 148 с. — 3000 экз. 

Формат книг — 62×94 1/16.
Однако позже (с 1935 г.) издательством Биомедгиз выпускалась отдельная серия схожей тематики — «Классики биологи и медицины».

#### Гостехиздат
В январе 1932 г. (после реорганизации ВСНХ и создания на его базе наркоматов тяжелой, легкой и лесной промышленности) Гостехиздат разделяется на несколько издательств при наркоматах — появляется Государственное научно-техническое издательство Наркомтяжпрома (ГНТИ НКТП), Гизлегпром, Гослестехиздат. Вскоре, в ходе еще одной реогранизации, ГНТИ было разукрупнено, и на его базе были созданы отраслевые издательства — Техтеоретиздат (ГТТИ) , Машметиздат, Химтехиздат, Энергоиздат, Стройиздат и пр. Они образовали Объединение научно-технических издательств (ОНТИ).
В 1932—1935 под знаком ГТТИ изданы 16 книг. Общий стиль оформления отсутствует, формат изданий — преимущественно 73×104 1/32.
В 1934 г. объединение было расформировано. Вместо него появилось Объединенное научно-техническое издательство (ОНТИ, с 1938 г. — ГОНТИ), а издательства были преобразованы в главные редакции по отраслям промышленности.
За издание серии стала отвечать Главная редакция общетехнической литературы ОНТИ НКТП (впоследствии несколько раз переименовывается: Главная редакция общетехнических дисциплин (1936), Главная редакция общетехнической литературы и номографии (1936) Главная редакция общетехнических и технико-теоретической литературы (1936), Главная редакция технико-теоретической литературы (1937)).
В 1935—1940 под знаком ОНТИ изданы 14 книг. Общий стиль оформления отсутствует. На некоторых изданиях 1932—1937 указывается состав редакции серии: Агол И. И., Вавилов С. И., Выгодский М. Я., Гессен Б. М., Левин М. Л., Максимов А. А., Михайлов А. А., Роцен И. П., Хинчин А. Я.
В 1939 г. ГОНТИ ликвидируется, а одним издательств, созданных на его базе, является Государственное издательство технико-теоретической литературы (ГИТТЛ). Под его маркой до войны выходят 2 книги (Кавальери Б. и Максвелл Дж.).

#### Сельхозгиз
В 1935 под маркой серии начинают выходить книги в Государственном издательстве колхозной и совхозной литературы «Сельхозгиз». В 1935—1941 под знаком «Сельхозгиз» изданы 22 книги. Книги издавались в едином оформлении, формат книг 72×105 1/16, впоследствии 72×110 1/16.

#### Издательство АН СССР
Несколько книг (Аристотель, Мюллер Ф. / Геккель Э., Шванн Т., Герц Г.) под маркой серии выпустило издательство АН СССР.

### 1946—1961
После войны выпуск серии возобновляется. Все книги издаются в одном издательстве — ГИТТЛ, которое в 1958 г. меняет название на Государственное издательство физико-математической литературы (Физматгиз), а в 1963 входит в состав издательства АН СССР и образует издательство «Наука».

## Список книг, выпущенных в 1917—1961
Номера выпусков условные. Книги расположены хронологически, внутри каждого года издания даны в алфавитном порядке.

### 1917
1. Мечников И. И. Лекции о сравнительной патологии воспаления. — М.: Природа, 1917. — 206 с. — (Кн.1).
2. Павлов И. П. Лекции о работе главных пищеварительных желез. — 2-е изд. — М.: Природа, 1917. — 230 с. — (Кн.2).[4]

### 1919
1. Карпинский А. П. Очерки геологического прошлого Европейской России. — М.—Пг.: Природа, 1919. — 230 с.

### 1922
1. Гельмгольц Г. О сохранении силы (Физическое исследование). — М.: Государственное издательство, 1922. — 72 с. — (Кн.5). — 5000 экз.
2. Лебедев П. Н.  Давление света. — М.: Государственное издательство, 1922. — 92 с. — (Кн.4). — 5000 экз.

### 1923
1. Гельмгольц Г.  Скорость распространения нервного возбуждения. — М.: Государственное издательство, 1923. — 90 с. — (Кн.6). — 5000 экз.
2. Кант И., Лаплас П., Фай Э., Дарвин Дж., Пуанкаре А. Классические космогонические гипотезы. 172 с. Тираж 7000 экз. Кн. 9
3. Карно С. Размышления о движущей силе огня и о машинах, способных развивать эту силу. 76 с. Тираж 4000 экз. Кн. 7
4. Ломоносов М. В. Физико-химические работы. 120 с. Тираж 4000 экз. Кн. 8
5. Мендель Г. Опыты над растительными гибридами. 72 с. Тираж 5000 экз. Кн. 10
6. Мечников И. И. Лекции о сравнительной патологии воспаления, 2-е изд. 168 с. Тираж 5000 экз. Кн. 1
7. Фаминцын А. С., Баранецкий И. В., Чистяков И. Д., Горожанкин И. Н., Беляев B. И., Навашин С. Г., Герасимов И. И. Русские классики морфологии растений. 156 с. Тираж 4000 экз. Кн. 12

### 1924
1. Бэр К. Э. Ф. Избранные работы. 144 с. Тираж 3000 экз. Кн. 11
2. Павлов И. П. Лекции о работе главных пищеварительных желез, 3-е изд. 220 с. Тираж 5000 экз. Кн. 2

### 1926
1. Менделеев Д. И. Периодический закон. 256 с. Тираж 3000 экз. Кн. 15
2. Мешен и Деламбр. Основы метрической десятичной системы. 140 с. Тираж 2200 экз. Кн. 14

### 1927
1. Гарвей В. Анатомическое исследование о движении сердца и крови у животных. 116 с. Тираж 3000 экз. Кн. 16
2. Ньютон И. Оптика или Трактат об отражениях, преломлениях, изгибаниях и цветах света. 326 с. Тираж 3000 экз. Кн. 17

### 1928
1. Френель О. Ж. О свете. 160 с. Тираж 1500 экз. Кн. 18

### 1932
1. Архимед. Исчисление песчинок Архивная копия от 12 декабря 2020 на Wayback Machine (Псаммит) / Перевод, краткий обзор работ Архимеда и примечания проф. Г. Н. Попова; переплет, форзац, супер обложка и графическая орнаментация книги И. Ф. Рерберга . — М.—Л.: Государственное технико-теоретическое издательство, 1932. — 102 с.: черт. Тираж 5000 экз.
2. Листинг И. Б. Предварительные исследования по топологии. 116 с. Тираж 3000 экз.
3. Мюллер Ф. За Дарвина. 92 с. Тираж 3000 экз.
4. де Фриз Г. Избранные произведения. 148 с. Тираж 3000 экз.

### 1933
1. Архимед, Стэвин С., Галилей Г., Паскаль Б. Начала гидростатики. 404 с. Тираж 4000 экз.
2. Дэви Г. О некоторых химических действиях электричества. 160 с. Тираж 5000 экз.
3. Карно Л. Размышления о метафизике исчисления бесконечно-малых. 352 с. Тираж 3000 экз.
4. Майер Р. Закон сохранения и превращения энергии. 312 с. Тираж 5000 экз.
5. Рентген В. К. О новом роде лучей. 116 с. Тираж 3000 экз.
6. Эндрюс Т. О непрерывности газообразного и жидкого состояний вещества. 120 с. Тираж 3000 экз.

### 1934
1. Бредихин Ф. А. О хвостах комет. 280 с. Тираж 3000 экз.
2. Галилей Г. Сочинения. Т.1. 696 с. Тираж 5000 экз.[5]
3. Гельмгольц Г. О сохранении силы, 2-е изд. 144 с. Тираж 4000 экз.
4. Декарт Р. Космогония. Два трактата. 328 с. Тираж 5000 экз.
5. Петров Н. П., Рейнольдс О., Зоммерфельд А., Мичель А., Жуковский Н. Е., Чаплыгин С. А. Гидродинамическая теория смазки. 576 с. Тираж 3000 экз.
6. Рудио Ф. О квадратуре круга, 2-е изд. 236 с. Тираж 5000 экз.[6][7]
7. Эйлер Л. Метод нахождения кривых линий, обладающих свойствами максимума, либо минимума или решение изопериметрической задачи, взятой в самом широком смысле. 600 с. Тираж 4000 экз.

### 1935
1. Гюйгенс Х. Трактат о свете. 172 с. Тираж 5000 экз.
2. Дарвин Ч. Происхождение видов. 632 с. Тираж 35000 экз.
3. Иоганнсен В. О наследовании в популяциях и чистых линиях. 80 с. Тираж 10000 экз.
4. Кеплер И. Стереометрия винных бочек. 360 с. Тираж 4000 экз.
5. де Лопиталь Г. Ф. де Анализ бесконечно малых. 432 с. Тираж 6000 экз.
6. Лоренц Г. А., Пуанкаре А., Эйнштейн А., Минковский Г. Принцип относительности. Сборник работ классиков релятивизма. 388 с. Тираж 5000 экз.
7. Мендель Г. Опыты над растительными гибридами. 112 с. Тираж 10000 экз.

### 1936
1. Буссенго Ж. Б. Избранные произведения по физиологии растений и агрохимии. 440 с. Тираж 8000 экз.
2. Галуа Э. Сочинения. 336 с. Тираж 3000 экз.
3. Гумбольдт А. География растений. 232 с. Тираж 10000 экз.
4. Докучаев В. В. Русский чернозем. 552 с. Тираж 6000 экз.
5. Докучаев В. В. Наши степи прежде и теперь. 120 с. Тираж 8000 экз.
6. Карно Л. Размышления о метафизике исчисления бесконечно-малых. 2-е изд. 328 с. Тираж 5000 экз.
7. Либих Ю. Химия в приложении к земледелию и физиологии. 700 с. Тираж 10000 экз.
8. Монж Г. Приложение анализа к геометрии. 172 с. Тираж 7000 экз.
9. Рудио Ф. О квадратуре круга, 3-е изд. 236 с. Тираж 5000 экз.[6][7][8]
10. Тимирязев К. А. Жизнь растения. Десять общедоступных чтений. 336 с. Тираж 50000 экз.
11. Эйлер Л. Введение в анализ бесконечно малых. Т.1. 352 с. Тираж 5000 экз.[9]

### 1937
1. Бернулли И. Избранные сочинения по механике. 298 с. Тираж 4000 экз.
2. Густавсон Г. Двадцать лекций агрономической химии. 168 с. Тираж 6000 экз.
3. Дарвин Ч. Происхождение видов. 608 с. Тираж 30000 экз.
4. Измаильский А. Как высохла наша степь. 76 с. Тираж 5000 экз.
5. Катон, Варрон, Колумелла, Плиний. О сельском хозяйстве. 304 с. Тираж 7000 экз.
6. Костычев П. Почвы чернозёмной области России. 240 с. Тираж 6000 экз.
7. Ньютон И. Математические работы. 452 с. Тираж 5000 экз.
8. Пастер Л. Исследования о брожениях. 488 с. Тираж 7000 экз.
9. Тимирязев К. А. Дарвинизм и селекция. Избранные статьи. 160 с. Тираж 25000 экз.

### 1938
1. 50 лет волн Герца. 156 с. Тираж 3000 экз.
2. Декарт Р. Геометрия. 296 с. Тираж 6000 экз.
3. Лагранж. Аналитическая механика. 348 с. Тираж 7000 экз.[10]
4. Тимирязев К. А. Жизнь растения. Десять общедоступных чтений. 248 с. Тираж 30000 экз.
5. Эйлер Л. Основы динамики точки. 502 с. Тираж 4000 экз.

### 1939
1. Дарвин Ч. Действие перекрестного опыления и самоопыления в растительном мире. 340 с. Тираж 15000 экз.
2. Фарадей М. Избранные работы по электричеству. 304 с. Тираж 3000 экз.
3. Шванн Т. Микроскопические исследования о соответствии в структуре и росте животных и растений. 452 с. Тираж 3000 экз.[11]

### 1940
1. Аристотель О возникновении животных. 252 с. Тираж 3000 экз.
2. Кавальери Б. Геометрия, изложенная новым способом при помощи неделимых непрерывного. Т.1. 416 с. Тираж 2000 экз.[5]
3. Кельрейтер И. Учение о поле и гибридизации растений. 248 с. Тираж 5000 экз.
4. Костычев П. А. Почвоведение (I, II и III части). Курс лекций, читанный в 1886—1887 гг. 224 с. Тираж 10000 экз.
5. Максвелл Д. К. Речи и статьи. 228 с. Тираж 8000 экз.
6. Мюллер Ф., Геккель Э. Основной биогенетический закон. Избранные работы. 292 с. Тираж 7000 экз.

### 1941
1. Дарвин Ч. Изменение животных и растений в домашнем состоянии. 620 с. Тираж 20000 экз.

### 1946
1. Чебышев П. Л. Избранные математические труды. 200 с. Тираж 10000 экз.

### 1947
1. Пуанкаре А. О кривых, определяемых дифференциальными уравнениями. 392 с. Тираж 8000 экз.

### 1948
1. Гильберт Д. Основания геометрии. 492 с. Тираж не указан.
2. Евклид. Начала Евклида. Кн. 1-6. 448 с. Тираж 6000 экз.[12]
3. Марков А. А. Избранные труды по теории непрерывных дробей и теории функций наименее уклоняющихся от нуля. 412 с. Тираж 5000 экз.

### 1949
1. Евклид. Начала Евклида. Кн. 7-10. 512 с. Тираж 6000 экз.
2. Жуковский Н. Е. О гидравлическом ударе в водопроводных трубах. 104 с. Тираж 3000 экз.
3. Лебедев П. Н. Избранные сочинения. 244 с. Тираж 8000 экз.
4. Ляпунов А. М. Работы по теории потенциала. 180 с. Тираж 5000 экз.
5. Мещерский И. В. Работы по механике тел переменной массы. 276 с. Тираж 5000 экз.
6. Чаплыгин С. А. О газовых струях. 144 с. Тираж 5000 экз.
7. Чаплыгин С. А. Исследование по динамике неголономных систем. 112 с. Тираж 4000 экз.
8. Чаплыгин С. А. Избранные работы по теории крыла. 276 с. Тираж 4000 экз.
9. Эйлер Л. Дифференциальное исчисление. 580 с. Тираж 5000 экз.

### 1950
1. Больаи Я. Appendix. Приложение, содержащее науку о пространстве абсолютно истинную. 236 с. Тираж 4000 экз.
2. Гиббс Дж. В. Термодинамические работы. 492 с. Тираж 4000 экз.
3. Даламбер Ж. Динамика. 344 с. Тираж 4000 экз.
4. Евклид. Начала Евклида. Кн. 11-15. 332 с. Тираж 6000 экз.
5. Жуковский Н. Е. Вихревая теория гребного винта. 240 с. Тираж 3000 экз.
6. Лагранж Ж. Аналитическая механика. Т.1, 2-е изд. 596 с. Тираж 4000 экз.
7. Лагранж Ж. Аналитическая механика. Т.2. 440 с. Тираж 4000 экз.
8. Ляпунов А. М. Общая задача об устойчивости движения. 472 с. Тираж 3000 экз.
9. Столетов А. Г. Избранные сочинения. 556 с. Тираж 3000 экз.
10. Умов Н. А. Избранные сочинения. 492 с. Тираж 5000 экз.
11. Чаплыгин С. А. Новый метод приближенного интегрирования дифференциальных уравнений. 104 с. Тираж 4000 экз.

### 1952
1. Максвелл Д. К. Избранные сочинения по теории электромагнитного поля. 688 с. Тираж 4000 экз.
2. Мещерский И. В. Работы по механике тел переменной массы, 2-е изд. 280 с. Тираж 5000 экз.

### 1953
1. Больцман Л. Лекции по теории газов. 556 с. Тираж 4000 экз.
2. Лоренц Г. Теория электронов и её применение к явлениям света и теплового излучения, 2-е изд. 472 с. Тираж 5000 экз.[13][14]

### 1954
1. Белопольский А. А. Астрономические труды. 320 с. Тираж 3000 экз.
2. Ньютон И. Оптика или Трактат об отражениях, преломлениях, изгибаниях и цветах света, 2-е изд. 368 с. Тираж 5000 экз.

### 1955
1. Френель О. Ж. Избранные труды по оптике. 604 с. Тираж 4000 экз.

### 1956
1. Кориолис Г. Математическая теория явлений бильярдной игры. 236 с. Тираж 4000 экз.
2. Лобачевский Н. И. Три сочинения по геометрии. Геометрия. Геометрические исследования по теории параллельных линий. Пангеометрия. 416 с. Тираж 4000 экз.
3. Норден А. (ред) Об основаниях геометрии. Сборник классических работ по геометрии Лобачевского и развитию её идей. 492 с. Тираж 5000 экз.[15]

### 1961
1. Сен-Венан Б. Мемуар о кручении призм. Мемуар об изгибе призм. 520 с. Тираж 3000 экз.
2. Эйлер Л. Исследования по баллистике. 592 с. Тираж 3300 экз.